# Jéssica Vitorino
Jéssica Gomes Vitorino (Brasília, 22 de julho de 1993) é uma atleta paralímpica brasileira de Goalball. Ela faz parte da Seleção Brasileira de Goalball Feminina.

## Biografia
Jessica Gomes Vitorino foi aluna do Centro de Ensino Médio Setor Leste e representou o Brasil nos Jogos Paralímpicos de Tóquio, competindo no goalball como ala. A equipe feminina conquistou o quarto lugar nos Jogos Paralímpicos de Tóquio deste ano.
A atleta nasceu com baixa visão devido a uma catarata congênita hereditária. Aos 16 anos, após assistir a uma apresentação da modalidade na escola, ela começou a se envolver em atividades físicas. Jessica compartilha que o esporte teve um impacto transformador em sua vida: "O esporte mudou minha vida. Ao entrar em uma escola inclusiva, no começo eu me senti um pouco fora de lugar, mas logo conheci o esporte através da escola, que me auxiliou em várias áreas. Comecei a interagir mais e aprendi a ter muito mais independência", relembra.
Jéssica possui uma trajetória esportiva, incluindo o bicampeonato nos Jogos Parapan-Americanos (Lima 2019 e Toronto 2015), a conquista do bronze no Mundial de Goalball em Malmö 2018, e a medalha de prata no Campeonato das Américas de 2017 em São Paulo. Ela recorda com carinho o momento em que teve o primeiro contato com o goalball em 2009, ao ser convidada para participar das Paralimpíadas daquele ano. Desde então, desenvolveu um amor incondicional por esse esporte.
Jéssica foi chamada para participar da fase inicial de treinamentos de 2023, sediada no CT Paralímpico em São Paulo. Essa ocasião representou o primeiro encontro entre as equipes masculina e feminina desde o Campeonato Mundial de dezembro do ano anterior, no qual o time masculino conquistou o tricampeonato, enquanto as mulheres alcançaram a nona posição. No mesmo ano, participou da Copa Malmö onde a Seleção Brasileira conquistou novamente a medalha de bronze, vencendo o time bicampeão dos EUA.
A atleta também participou dos Jogos Mundiais da IBSA 2023, onde a seleção venceu o Canadá por 2 a 0 e conquistou o bronze.
Além de sua carreira esportiva, Jessica também se formou em pedagogia e tem planos de prestar concurso para a rede pública, visando ingressar na Secretaria de Educação. Seu sonho é contribuir para o desenvolvimento social e esportivo dos estudantes.

## Título
Jogos Parapan-Americanos
- Ouro: 2015 (Toronto)[1][2]
- Ouro: 2019 (Lima)[1][2]

Campeonato das Américas de São Paulo
- Prata: 2017 (São Paulo)[1][2]

Mundial de Goalball
- Bronze: 2018 (Malmö)[1][2]
- Bronze: 2023 (Malmö)[10]

Campeonato das Américas de São Paulo
- Ouro: 2022[1][2]

Jogos Mundiais da IBSA
- Bronze: 2023[2]